# رئیس ستاد دفاع کانادا
رئیس ستاد دفاع کانادا (فرانسوی: chef d'état-major de la Défense‎) ارشدترین جایگاه نظامی در مجموعه نیروهای مسلح کانادا است، که در سال ۱۹۶۴ تأسیس شد. هم‌اکنون ارتشبد وین ایری ریاست ستاد دفاع کانادا را برعهده دارد.